# Тысячный
Тысячный (иногда Тысяное) — хутор в Гулькевичском районе Краснодарского края России. Административный центр Тысячного сельского поселения.

## Географическое положение
Расположен в 39 километрах от районного центра.

## История
Первое упоминание о хуторе зафиксировано в 1920 году. До января 1935 года находился в административном подчинении Кропоткинского района. 1 января 1935 года на территории Краснодарского края был образован Гулькевичский район, в состав которого вошёл Тысячный сельский совет с административным центром в хуторе Тысячный.

## Население
| 2002 | 2010  |
| ---- | ----- |
| 1871 | ↘1814 |

## Улицы
- ул. 30 лет Победы,
- ул. Восточная,
- ул. Гагарина,
- ул. Колхозная,
- ул. Красная,
- ул. Кубанская,
- ул. Мамонова,
- ул. Мира,
- ул. Новая,
- ул. Свободы,
- ул. Северная,
- ул. Советская,
- ул. Степная,
- ул. Школьная[6].